# Вінея

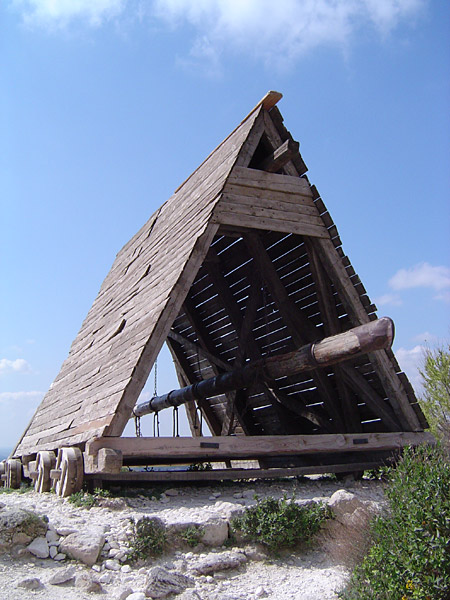
Вінея. Копія тарану в Шато-де-Бо (Château des Baux), Франція

Віне́я (лат. vinea — сарай, на колесах для захисту штурмуючих ) — облогова машина стародавніх народів, що слугувала для підступів до укріплень. Вінея являла собою каркас (остов)  легкого сараю на роликах (котках) зі скатним двосхилим або плоским дахом з плоту або дощок, вкритий сирими воловими шкурами або дерном для захисту від2 навісного ураження і вогню. З боків вона також покривалися тинами. Довжина споруди сягала до 16 футів, висота та ширина 7 футів. У бічних стінах були зроблені двері та бійниці. Коли вінея просувалася вперед, ззаду приставлялися інші вінеї і влаштовувався критий хід — прототип покритих сап; на чолі йшла більша вінея з похилим щитом спереду, яка називалася «мускул», що відігравала роль менталета у турових сапах і призначалася для розміщення тарана. Мускул — таран, схований в вінею.
Римляни надавали перевагу штурму ворожих стін, будуючи земляні пандуси-насипи (agger) або просто піднімаючись на стіни, як під час ранньої облоги самнітського міста Сільвіум (306 р. до н.е.). Солдати, які працювали на пандусах, були захищені укриттями, які називалися vineae, що були розташовані у вигляді довгого коридору. Опуклі плетені щити були використані для формування ширми (plutei або «plute» англійською) для захисту передньої частини коридору під час будівництва пандуса.

### Деталізація джерел
1. 1 2  Липа К. Під захистом мурів. — К.: Наш час, 2007. — 184 с. — (Сер. «Невідома Україна») ISBN 978-966-8174-84-1 ISBN 966-8174-12-7 (серія) (стор.: 31)
2. ↑  Застарілим англійським синонімом слова "pluteus" є "plute". "plute". Оксфордський словник англійської мови (онлайн ред.). Видавництво Оксфордського університету
3. ↑  Cartwright, Mark (24 June 2016). "Roman Siege Warfare[недоступне посилання]". World History Encyclopedia[en]. Retrieved 19 January 2018